# 伊布德拉倫
36°32′12″N 4°14′20″E / 36.53667°N 4.23889°E

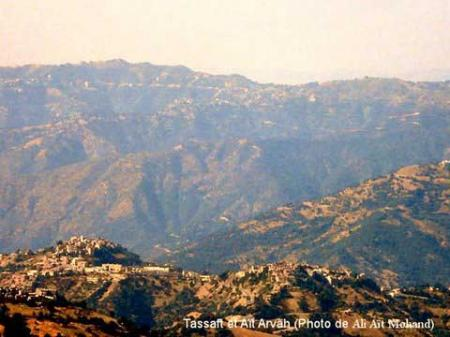
伊布德拉倫

伊布德拉倫（阿拉伯语：‎），是阿爾及利亞的城鎮，位於該國北部提濟烏祖省，由貝尼延尼區負責管轄，面積33平方公里，2008年人口5,398，人口密度每平方公里166人。